# Bielowicko

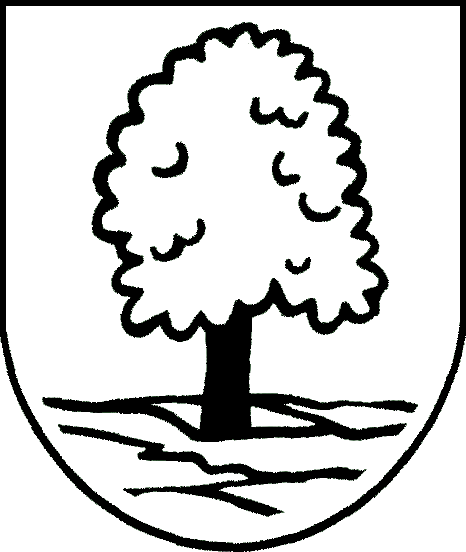
Nieoficjalny herb wsi Bielowicko

Bielowicko (cz. Bělovicko, niem. Bielowitzko) – wieś sołecka w Polsce, położona w województwie śląskim, w powiecie bielskim, w gminie Jasienica. 
W latach 1975–1998 wieś położona była w województwie bielskim.
Powierzchnia sołectwa wynosi 311,6 ha, a liczba ludności 582, co daje gęstość zaludnienia równą 186,8 os./km².

## Integralne części wsi
| SIMC    | Nazwa   | Rodzaj    |
| ------- | ------- | --------- |
| 0054409 | Brzozi  | część wsi |
| 0054415 | Lesisko | część wsi |
| 0054421 | Sośni   | część wsi |

## Geografia i przyroda
Pod względem fizycznogeograficznym położona jest na Pogórzu Śląskim, a pod względem historycznym – na Śląsku Cieszyńskim. Od północy graniczy z Wieszczętami, od zachodu z Kowalami, od południa z Grodźcem i Pogórzem a od wschodu z Łazami.
Część wsi znajduje się na terenie obszaru Natura 2000 "Dolina Górnej Wisły".

## Historia
Bielowicko to jedna z najstarszych miejscowości na Śląsku Cieszyńskim. Miejscowość została po raz pierwszy wzmiankowana w dokumencie protekcyjnym biskupa wrocławskiego Wawrzyńca z dnia 25 maja 1223 roku wydanym na prośbę księcia opolskiego Kazimierza dla klasztoru premonstrantek w Rybniku, w którym to wymieniono około 30 miejscowości mających im płacić dziesięcinę. Pośród 14 miejscowości kasztelanii cieszyńskiej wymienione jest również Bielowicko jako Beleuisco (Beloviezo).
Wieś politycznie znajdowała się początkowo w granicach piastowskiego (polskiego) księstwa opolsko-raciborskiego. W 1290 w wyniku trwającego od śmierci księcia Władysława opolskiego w 1281/1282 rozdrobnienia feudalnego tegoż księstwa powstało nowe Księstwo Cieszyńskie, w granicach którego znalazło się również Bielowicko. Od 1327 Księstwo Cieszyńskie stanowiło lenno Królestwa Czech, a od 1526 roku w wyniku objęcia tronu czeskiego przez Habsburgów wraz z regionem aż do 1918 roku w monarchii Habsburgów (potocznie Austro-Węgry). W 1849 r. weszła w skład powiatu bielskiego, tworząc gminę wiejską.
Na początku XVI w. należał do Jana Czeli, sędziego ziemskiego cieszyńskiego.
Według austro-węgierskiego spisu ludności z 1900 w 32 budynkach w Bielowicku na obszarze 302 hektarów mieszkało 231 osób, co dawało gęstość zaludnienia równą 76,5 os./km². z czego wszyscy byli katolikami a 226 (97,8%) było polskojęzycznymi. Do 1910 roku liczba mieszkańców wzrosła do 283 osób, pojawiło się 3 ewangelików a wszyscy zadeklarowali polskojęzyczność.
Po zakończeniu I wojny światowej tereny, na których leży miejscowość - Śląsk Cieszyński stał się punktem sporu pomiędzy Polską i Czechosłowacją. W 1918 roku na bazie Straży Obywatelskiej miejscowi Polacy utworzyli lokalny oddział Milicji Polskiej Śląska Cieszyńskiego, który podlegał organizacyjnie 14 kompanii w Skoczowie.
W 1945 utraciła samodzielność jako gmina, wschodząc kolejno w skład: gminy Grodziec, gromady Grodziec (od 1954) i od 1973 gminy Jasienica. 

## Religia
Na terenie wsi działalność duszpasterską prowadzi Kościół Rzymskokatolicki. Parafia św. Wawrzyńca diakona, której zabytkowy drewniany kościół parafialny pw. św. Wawrzyńca konstrukcji zrębowej z 1541, znajduje się na szlaku architektury drewnianej województwa śląskiego.

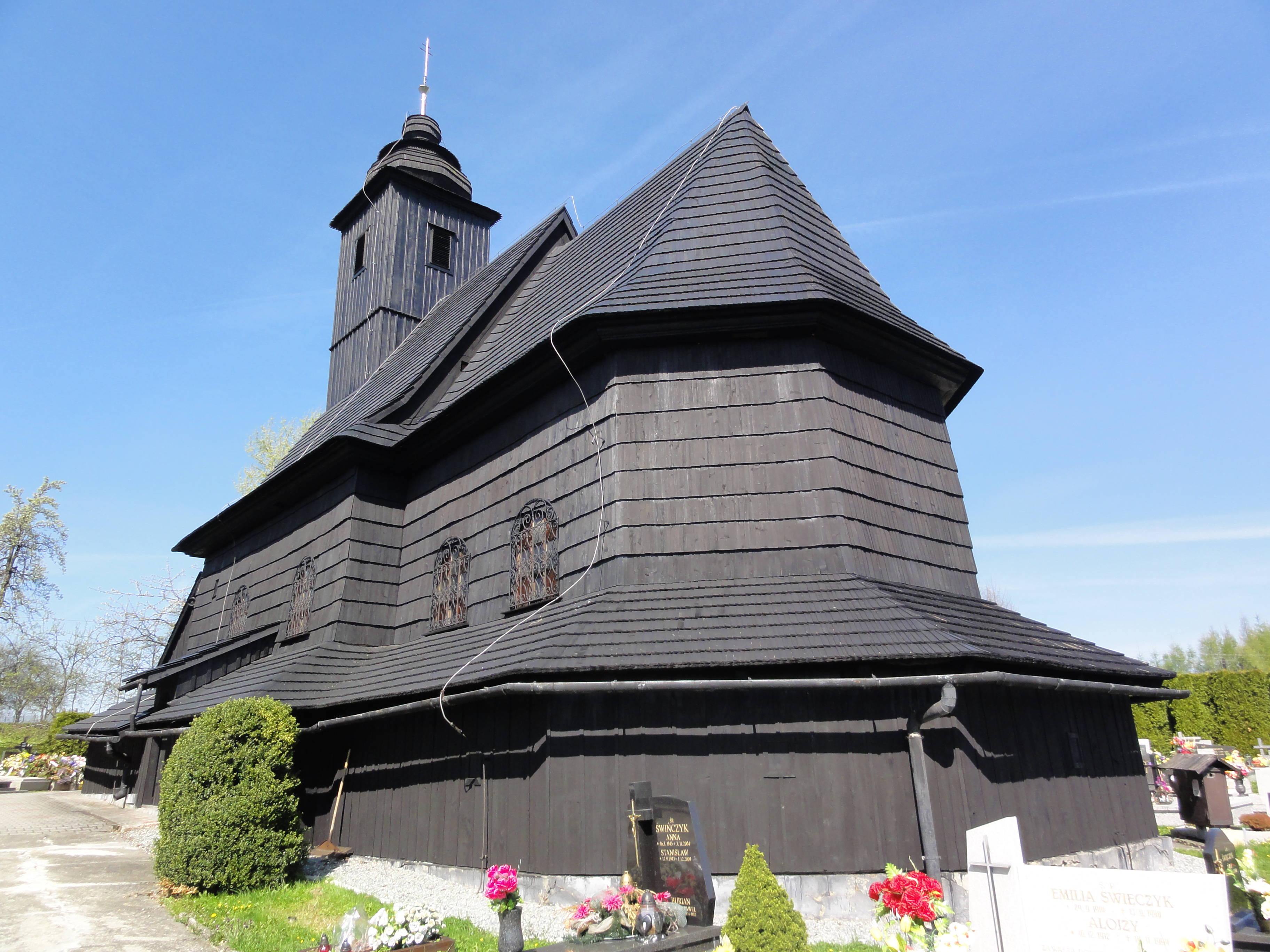
Kościół św. Wawrzyńca
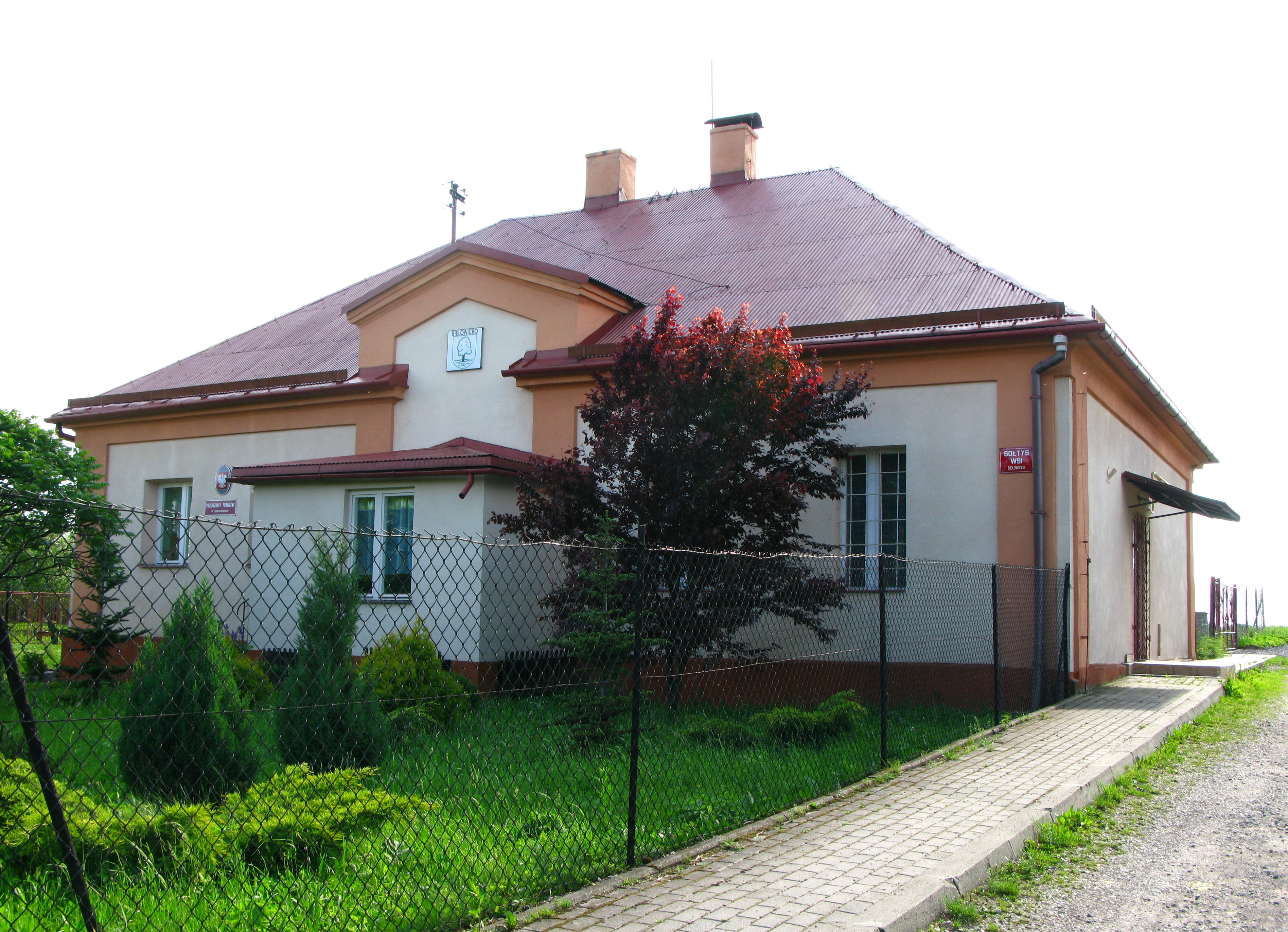
Przedszkole i biuro sołtysa